# Melochia villosissima
Melochia villosissima là một loài thực vật có hoa trong họ Cẩm quỳ. Loài này được (C. Presl) Merr. mô tả khoa học đầu tiên năm 1919.